# Fikile Masiko
Fikile Andiswa Masiko é uma política sul-africana que actua como membro da Assembleia Nacional pelo Congresso Nacional Africano. Masiko foi nomeada para o Parlamento em junho de 2019.

## Carreira parlamentar
Masiko candidatou-se sem sucesso ao Parlamento nas eleições gerais de 8 de maio de 2019. No entanto, Nomaindia Mfeketo renunciou à Assembleia Nacional da África do Sul a partir de 31 de maio de 2019. Então, o Congresso Nacional Africano nomeou Masiko como a sua sucessora, e ela foi empossada em 10 de junho de 2019.

### Atribuições de comité
- Comité do Grupo de Mulheres Multipartidárias[6]
- Comité Conjunto de Ética e Interesses dos Membros[6]
- Comité de Portefólio sobre Mulheres, Jovens e Pessoas com Deficiência[6]